# Dmitrij Gurewicz
Dmitrij Borisowicz Gurewicz, ros. Дмитрий Борисович Гуревич (ur. 11 września 1956 w Moskwie) – amerykański szachista pochodzenia rosyjskiego, arcymistrz od 1983 roku.

## Kariera szachowa
Do końca lat 70. występował wyłącznie w turniejach organizowanych w Związku Radzieckim. W 1980 wyemigrował do Stanów Zjednoczonych i zamieszkał w Nowym Jorku. W 1981 reprezentował barwy USA na rozegranych w Grazu drużynowych mistrzostwach świata studentów oraz podzielił II m. (za Anthony Milesem, wspólnie z Raymondem Keene i Siergiejem Kudrinem) w otwartym turnieju w Manchesterze.
W kolejnych latach odniósł szereg międzynarodowych sukcesów, m.in.:
- trzykrotnie w turniejach World Open[1] w Filadelfii (1981 – dz. I m. wspólnie z Igorem Iwanowem, Joelem Benjaminem i Michaelem Rohde, 1982 – dz. I m. wspólnie z Nickiem de Firmianem, Johnem Fedorowiczem i Eugene’em Meyerem oraz 1985 – dz. I m. wspólnie z Maximem Dlugym i Jehuda Gruenfeldem),
- dwukrotnie w turniejach U.S. Open Chess Championship (Boston 1988 – I m. oraz Chicago 1994 – dz. I m. wspólnie z m.in. Benjaminem Finegoldem i Symbatem Lyputianem),
- czterokrotnie w turniejach Chicago Open[2] w Chicago (1992 – dz. I m. wspólnie z Grigorijem Kajdanowem, 1994 – I m., 1998 – dz. I m. wspólnie z Aleksandrem Szabałowem, Borisem Gulko, Igorem Nowikowem, Joelem Benjaminem, Johnem Fedorowiczem i Joshuą Waitzkinem oraz 1999 – dz. I m. wspólnie z Aleksandrem Bielawskim, Aleksandrem Goldinem, Grigorijem Kajdanowem, Giorgim Kaczeiszwili, Aleksandrem Szabałowem i Aleksandrem Iwanowem),
- dwukrotnie w turniejach North American Open[3] w Las Vegas (1993 – dz. I m. wspólnie z Maximem Dlugym, Walterem Browne’em i Gieorgijem Orłowem oraz 1995 – dz. I m. wspólnie z Igorem Iwanowem i Siergiejem Kudrinem),
- dz. I m. w Brighton (1982, wspólnie z Gudmundurem Sigurjonssonem i Jakowem Murejem),
- I m. w Nowym Jorku (1983),
- dz. I m. w Jerozolimie (1986, wspólnie z Simenem Agdesteinem),
- dz. I m. w Saint Martin (1991, wspólnie z Margeirem Peturssonem i Igorsem Rausisem),
- dz. I m. w Bratto (1998, wspólnie z Leonidem Gofshteinem),
- dz. I m. w Toronto (1998, wspólnie z m.in. Igorem Nowikowem i Aleksandrem Szabałowem),
- dz. I m. w Indianapolis (2009, turniej US Open, wspólnie z Alexem Lendermanem, Siergiejem Kudrinem, Aleksiejem Jermolinskim, Jesse Kraaiem i Jackiem Stopą)[4].

Dwukrotnie uczestniczył w pucharowych turniejach o mistrzostwo świata, w obu przypadkach przegrywając swoje pojedynki w I rundach: w 1999 – z Siergiejem Tiwiakowem, a w 2001 – z Rustemem Dautowem.
W 1989 wystąpił w narodowym zespole na rozegranych w Lucernie drużynowych mistrzostwach świata, na których amerykańscy szachiści zajęli V miejsce.
Najwyższy ranking w karierze osiągnął 1 stycznia 1997, z wynikiem 2580 punktów dzielił wówczas 96-108. miejsce na  światowej liście FIDE, jednocześnie zajmując 7. miejsce wśród szachistów Stanów Zjednoczonych.